# Кулосари (метростанция)
Метростанция Кулосари(на фински: Kulosaari; на шведски: Brändö) e наземна станция на Хелзинкско метро, в столицата на Финландия. Тя обслужва кварталa на остров Кулосари, източно Хелзинки.
Станцията е една от първите метростанции, открити в Хелзинки, на 1 юни 1982. Проектиране е от Jaakko Ylinen и Jarmo Maunula. Намира се на 1.9 километра от Каласатама и на 1.4 км от Хертониеми
През 2010 година започна обновяването на метростанцията. Ремонтирани са всички настилки, като е построена нова зала за билети и са поставени ескалатори. Осветлението е било ремонтирано, също така перонът е с увеличена височина, добавен е авариен изход. Станцията не е спирала да работи, но е работила с намален капацитет. Официално е завършена в началото на септември 2011 година.

## Транспорт
На метростанцията може да се направи връзка с:
- автобуси с номера: 16, 58, 58B, 59, 85N, 90A, 90N, 92N, 94N, 95N, 96N, 97N, 830, 835, 840, 850, 870

Метростанцията разполага с паркинг за 38 автомобила.
- Перонът на метростанция „Кулосари“
- Перонът на метростанция „Кулосари“
- Входът на метростанция „Кулосари“

|  | Тази страница частично или изцяло представлява превод на страницата Kulosaari metro station в Уикипедия на английски. Оригиналният текст, както и този превод, са защитени от Лиценза „Криейтив Комънс – Признание – Споделяне на споделеното“, а за съдържание, създадено преди юни 2009 година – от Лиценза за свободна документация на ГНУ. Прегледайте историята на редакциите на оригиналната страница, както и на преводната страница, за да видите списъка на съавторите. ВАЖНО: Този шаблон се отнася единствено до авторските права върху съдържанието на статията. Добавянето му не отменя изискването да се посочват конкретни източници на твърденията, които да бъдат благонадеждни. |